# Jim Jams
JIM JAMS — український гурт, що виник навесні 2004 року в Сумах. Розпочавши діяльність з комбінативної стилістики металкору, груву та ню металу, в LP 2013-го відійшов до попкору. Після «Dasein» колектив оголосив про строково невизначену перерву.

## Учасники

### Останній склад
- Павло PanYa Нерянов — вокал.
- Артур Pharmacist Махмудов — бас.
- Євгеній Jim Музичук — гітара.
- Олександр Junkie Фесенко — гітара.
- Артем Maka Махмудов — барабани, бек-вокал.

### Колишні учасники
- Микита Баранов — гітара.
- Олександр Холмов — барабани.

## Дискографія

### Демо, EP та LP
- «Навколо Свідомості» Single, 2008
- «Ты Должен Знать» Single, 2009
- «Петля Времени» EP, 2010
- «Второй Вавилон» Single, 2011
- «Dasein» LP, 2013

### Альбоми
- «Serdce», 2009

## DVD
- «Serdce: Live», 2010  [Архівовано 16 вересня 2016 у Wayback Machine.]